# راه چهارم
راه چهارم به مفهومی اشاره دارد که جورج ایوانویچ گورجیف برای توصیف برخوردش با تکامل بخشیدن به خود به کار می‌برد. (۱) گورجیف بر این باور بود که روش او چیزی را که او راه‌ها یا مکتب‌های جاافتادهٔ تن، عواطف و ذهن می‌دید، درهم می‌آمیخت. (۲) گورجیف با اصطلاح‌های «کار» یا «کار روی خود» یا «سیستم» به این مفهوم اشاره می‌کرد (۳)، ولی هرگز اصطلاح «راه چهارم» را در نوشته‌های خود به کار نبرد؛ این شاگردش پی.دی. آسپنسکی بود که از این اصطلاح در سخنرانی‌ها و نوشته‌هایش سود جست. پس از مرگ آسپنسکی، شاگردانش کتابی بر پایهٔ سخنرانیهای او به نام راه چهارم منتشر کردند.
از دید گورجیف، تفاوت اصلی میان سه راه سنتی و راه چهارم در این است که «آنها شکلهای ماندگاری هستند که در سراسر تاریخ کمابیش بدون هیچ تغییری به هستی ادامه داده‌اند و بر شالودهٔ دین استوارند. با وجودی که مکتب‌های یوگی، راهب، مرتاض (فقیر) هم وجود دارند، اما به سختی از مکتب‌های دینی قابل تشخیص‌اند. راه چهارم از این لحاظ متفاوت است که راهی ماندگار نیست. شکل یا نهاد خاصی ندارد و با کنترل قوانین ویژه‌ای که متعلق به خودش است می‌آید و می‌رود.»
همیشه کاری با معنا و اهمیتی خاصی را معرفی می‌کند و همیشه تکلیفی است که تنها پیرامون و در پیوند با آن می‌تواند هستی داشته باشد. وقتی این کار تمام می‌شود، به سخن دیگر وقتی به هدفی که پیش‌تر گذاشته شده می‌رسد ناپدید می‌شود، یعنی از آن جای مشخصی که بوده ناپدید می‌شود، در شکلی که داشته ناپدید می‌شود، و شاید در جایی دیگر و به شکلی دیگر ادامه یابد. مکتب‌های راه چهارم برای نیازهای کاری هستی دارند که در پیوند با هدف و تکلیفی که بر دوش گرفته شده پیش برده می‌شود. هرگز به خودی خود و به صورت مکتب به منظور آموزش و راهنمایی هستی ندارند. (۴)
راه چهارم بیشتر به پرسش مکان مردمان در عالم، امکاناتشان برای تکامل درونی و فراتررفتن از تن برای دست‌یافتن به حالت عالیتری از آگاهی می‌پردازد. تأکیدش بر این است که مردمان زندگیشان را در حالتی می‌گذرانند که به آن «خواب بیدار» گفته می‌شود، اما رسیدن به سطحهای عالیتر آگاهی و توانایی‌های گوناگون درونی را ممکن می‌داند. (۵)
راه چهارم به مردمان یاد می‌دهد که چگونه توجه و انرژی خود را از راه‌های گوناگون افزایش بخشند و کانونمند کنند و چگونه رؤیابافی و حواس‌پرتی را به کمترین میزان برسانند. (۶) (۷) بنا به این آموزه، این تکامل درونی در خود، سرآغاز روند بعدی تغییر است که هدفش دگرگونی مردم (انسان) به چیزی است که گورجیف یاد می‌داد که باید باشد. (۸)

## نگاهی کلی
پیروان گورجیف بر این باور بودند که او استادی روحانی (۹) است و از آگاهی عالیتری بهره‌مند است؛ مردی به‌طور کامل بیدار و به روشن‌شدگی رسیده. او رازورمزگرا یا نهان‌گرا هم دیده می‌شد. (۱۰) او می‌پذیرفت که این آموزه رازورمزگراست، اما ادعا می‌کرد که به هیچ‌رو در حجاب و رازآمیز نبوده‌است؛ بیشتر ادعا می‌کرد که بسیاری از مردمان یا علاقه‌ای به دریافتن انگاره‌هایی خاص ندارند یا گنجایش آن را ندارند. وقتی از او در بارهٔ آموزه‌ای که پیش کشیده بود می‌پرسیدند، گورجیف می‌گفت: «آموزه‌ای که نظریه‌اش در اینجا پیش کشیده شده به‌طور کامل بر پای خود ایستاده و خودمختار از مسیرهای دیگر است و تا زمان حاضر به‌طور کامل ناشناخته بوده‌است.» سرچشمه‌های درست آموزه‌های گورجیف ناشناخته است، اما کسانی مایه‌های گوناگونی را برای آن پیش کشیده‌اند. (۱۱)
راه چهارم یاد می‌دهد که مردمان (آدمیان) با جان به دنیا نمی‌آیند و به راستی آگاه نیستند، بلکه تنها به دلیل روند نشست و برخاست اجتماعی با دیگران بر این باورند که آگاه‌اند. هر کس باید در مسیر زندگی خود با پیروی از آموزه‌ای که هدفش آفریدن/رشد جان است، جانی بیافریند/رشد دهد یا «مانند سگ» می‌میرد، و مردمان خواب به دنیا می‌آیند، در خواب زندگی می‌کنند و در خواب می‌میرند و تنها خیال می‌کنند که بیدارند. (۱۲) این سیستم همچنین آموزش می‌دهد که «آگاهی» بیداری معمولی مردمان به هیچ‌رو آگاهی نیست، بلکه تنها شکلی از خواب است و امکان رسیدن به آگاهی عالیتر واقعی وجود دارد.
برای تمرین دادن توجه، گورجیف «رقصهای مقدس» یا «حرکات» را به شاگردانش آموزش می‌داد که اکنون با نام حرکات گورجیف پرآوازه شده‌است که آنها را به شکل گروهی اجرا می‌کردند. (۱۳) گورجیف مجموعه‌ای موسیقی باقی گذاشته که از آنچه در دیدارهایش از معابد دورافتاده و دیگر جاها شنیده بود، الهام گرفته‌اند و با همکاری یکی از شاگردانش توماس دوهارتمن برای پیانو نوشته شده‌اند. (۱۴)

## راه‌ها
گورجیف یاد می‌داد که مسیرهای سنتی برای رسیدن به روشن‌شدگی معنوی یکی از سه راه زیر را دنبال می‌کردند:
- راه مرتاض (فقیر)

مرتاض کار می‌کند تا از راه دست‌وپنجه نرم کردن با تن فیزیکی که دربرگیرندهٔ تمرینها و حرکتهای بدنی دشواری است به چیرگی توجه (چیرگی بر خود) دست یابد.
- راه راهب

راهب کار می‌کند تا از راه دست‌وپنجه نرم کردن با عواطف، که به قول معروف قلمرو دل است، به همان چیرگی توجه (چیرگی بر خود) دست یابد که راه ایمان است.
- راه یوگی

یوگی کار می‌کند تا از راه دست‌وپنجه نرم کردن با عادتهای و گنجایشهای ذهنی، به همان چیرگی توجه (چیرگی بر خود) دست یابد.
گورجیف اصرار داشت که این مسیرها ـ هر چند که نیت‌شان جستجو و تولید مردم به‌طور کامل رشدیافته است ـ در واقع برخی از قوا و استعدادها را به بهای بقیه پرورش می‌دهند. هدف دین، هدف معنویت به راستی تولید مردم متوازن، پاسخگو و سالم است که بتواند با همه‌گونه اتفاقاتی که ممکن است زندگی برایش پیش آورد برخورد کند. روشهای سنتی در این قالب در کل در رسیدن به این هدف شکست خورده‌اند. گورجیف به این ترتیب روشن می‌کرد که لازم بود راهی را پرورش داد که سه راه سنتی را درهم گنجانیده و درهم آمیزد. گورجیف خود را کسی می‌دید که چنین آموزه‌ای را پیش می‌برد.

## راه چهارم
گورجیف می‌گفت که راه چهارم او سریع‌ترین راه از سه راه نخست است زیرا همزمان کار روی هر سه مرکز را درهم‌می‌آمیخت تا آنکه تنها روی یکی از آنها کانونمند شود که کاری بود که سه راه دیگر می‌کردند و این که مردمان معمولی می‌توانند آن را در زندگی معمولی دنبال کنند و نیازی به سرگذاشتن به بیابان نداشته باشند و از انرژی جنسی نه تنها برای تولید مثل که برای شکل پخته‌ای از سازوکار دفاعی برای دگرگونی میل جنسی به دست‌یابیهای از لحاظ اجتماعی سودمند مانند هنر سود برده شود.
راه چهارم دربرگیرندهٔ شرایط خاصی که آموزگار تحمیل کند نیست، و پذیرش کورکورانهٔ چیزی را هم تشویق نمی‌کند. به هر شاگردی اندرز داده می‌شود که تنها چیزی را می‌فهمند به کنش درآورد و درستی‌ونادرستی انگاره‌های آموزه را خود برای خود بسنجد و بیازماید.
با درآمیختن راه مرتاض (سنت صوفیان)، راه یوگی (سنت‌های هندو و سیک) و راه راهب (از جمله سنت‌های مسیحی و بودایی) گورجیف به روشنی راه چهارم را در چهارراه باورهای متفاوت می‌گذارد. با این حال، راه چهارم همانندی‌های چشمگیری با مسیرهای یک‌پارچهٔ ناتیا یوگا برای نمونه دارد که «کنش الهی» در آن یکی از مفاهیم هسته‌ای است.
یکی از عوامل قابل توجه در آموزه‌های گورجیف این است که تمامی موضوعات متفاوت با هم جور می‌شوند و با یکدیگر ارتباط دارند؛ بنابراین بنا به گورجیف هر کس با مطالعهٔ یک چیز، همزمان موضوعات بسیار دیگری را هم مطالعه می‌کند.
آسپنسکی مستند کرده که گورجیف می‌گفت: "دو یا سه هزارسال پیش هنوز راه‌های دیگری بودند که دیگر هستی ندارند و راه‌هایی که اکنون هستی دارند این همه تقسیم نشده بودند، و به یکدیگر بسیار نزدیک بودند. راه چهارم از راه‌های قدیمی و تازه از این لحاظ تفاوت دارد که هرگز راهی ماندگار و همیشگی نیست. هیچ شکل خاصی ندارد و هیچ نهادی با آن پیوند ندارد.
در کتاب در جستجوی معجزه‌آسا، گفته شده که گورجیف یاد می‌داد که وقتی مکتب آغازین با آموزگاری واقعی به پایان می‌رسد، مکتب‌های دیگری که می‌کوشند کاری را که مکتب آغازین ارائه می‌داده ادامه دهند، دیگر واقعی نیستند.

## مکتب‌های دروغین
گورجیف نشان داد که مکتب‌های دروغینی وجود دارد که آموزگار آن ممکن است:
- به شکلی واقعی در اشتباه باشد و خیال کند چیزی می‌داند، وقتی در واقعیت هیچ‌چیز نمی‌داند.
- ممکن است به شخص دیگری باور داشته باشد که او نیز به نوبه خود در اشتباه باشد.
- ممکن است آگاهانه فریب دهد.

بنا به آسپنسکی گورجیف می‌گفت که این آموزگاران به جایی نمی‌رسند جز آنکه شاگردان باور می‌کنند دارند به جایی می‌روند. گورجیف می‌افزود که "ممکن نیست راه نادرست را بدون شناخت راه درست بازشناخت. معنایش این است که سودی ندارد به خود زحمت دهید تا بدانید چگونه راه نادرست را بازشناسید. باید به این بیندیشید چگونه راه درست را بیابید. (۱۷)
گورجیف همچنین مشخص کرد که مردمانی که تنها روی یک یا چند جنبه از آموزه‌های او کانونمند می‌شوند، به نتایج منفی یا نادرست می‌رسند.

## سرآغازها
گورجیف در زندگینامهٔ خود اعتبار بسیار از انگاره‌های خود را به مردمان خاصی در آسیا می‌دهد، در حالی‌که با وجود آن، سرچشمه‌های سیستم خود را فاش نمی‌کند. برای سرچشمه‌های سیستم او و آموزه‌هایش گفته شده که او مدیون منابع فکری و معنوی زیر است:
- واژگان تکنیکی که نخست در اوایل سدهٔ نوزدهم میلادی در فراماسونری روسی پدید آمد که از رابرت فلاد است (آسپنسکی)
- مسیحیت رازورمزگرا (بوریس موراویئف)
- صوفیان نقش‌بندیه (ادریس شاه (۱۹))
- اَهمسته کِبزِه قفقازی (مورات یاغان (۲۰))
- بودیسم تبتی (خوزه تیرادو (۲۱))
- در اصل به زردشت و به روشنی به رهبر صوفیان در سدهٔ دوازدهم میلادی عبدالخلیق غجدوانی (بنت (۲۲)) بازمی‌گردد.

## همانندیها با آموزه‌های دیگر
همانندیهایی میان آموزهٔ راه چهارم با دیگر آموزه‌های معنوی وجود دارد.
- تمرین ایست مانند تمرین یوغوفی زمانی در کتاب عمرعلی شاه در بارهٔ قوائد یا رازهای فرقهٔ نقش‌بندیه است. (۲۳)
- پافشاری بر به خود آمدن در حالت بیداری، تکنیکهای «بیدار شدن» همانندی زیادی با فنونی است که در کاما یوگا به کار برده می‌شود.
- مدتها پس از پراکنده شدن انگاره‌های گورجیف در سراسر دههٔ بیست و سی میلادی، نویسندگان بعدی جنبه‌های گوناگون آموزهٔ گورجیف را گرفتند و به گونه‌ای سازگار کردند. نمونهٔ آن از جمله آموزهٔ دون خوآن کارلوس کاستندا است. نمونه‌ای از این گونه اقتباس نمادگرایی ماه گورجیف است که می‌گوید مردمان به دلیل ماه آگاه نیستند. دون خوآن یاد می‌داد که هشیاری مردمان از سوی موجودات عالیتر خورده می‌شود. (۲۴)
- آموزه‌های روان‌شناسی ساموئل اون ویئور هم به نظر می‌رسد همانندی‌هایی با انگاره‌های جاافتادهٔ گورجیف به جز کوندالینی دارد که در این مورد دیدگاه‌های آنها از ریشه با هم تفاوت می‌یابند.
- یوگای یک‌پارچهٔ سری اوروبیندو و مادر تکنیکهای همانندی را دربرمی‌گیرد و راهی کل‌گرایانه است. (ر.ک. http://www.miraura.org http://en.wikipedia.org/wiki/Sri_Aurobindo)

## شالودهٔ آموزشها
راه چهارم روی توانایی اجرای پیگیر «کار و کوشش آگاهانه» و «رنج نیت‌مندانه» کانونمند است. (۸)
کاروکوشش آگاهانه کاری است که شخص هنگام اجرای آن حضور دارد و به کاری که می‌کند توجه دارد، هنگام کار حواسش پرت نمی‌شود یا «خود را به یاد می‌آورد.» در عین حال می‌کوشد کار را با کارایی بیشتری پیش ببرد.
رنج نیت‌مندانه کارِ دست‌وپنجه نرم کردن بر ضد خواستهای تن فیزیکی مانند رؤیابافی، لذت، خوراک (خوردن به دلایلی جز گرسنگی واقعی) و این و آن است. در کتاب قصه‌های بلزباب، گورجیف می‌گوید که «بیشترین رنج نیت‌مندانه را می‌توانیم با وادار کردن خود به تاب‌آوردن تجلیات ناخوشایند دیگران نسبت به خودمان در حضورمان به دست آوریم.» (۲۶)
گورجیف ادعا می‌کرد که این دو کار شالودهٔ کل تکامل مردم (آدم) است.

## آموزه‌ها
آموزه‌های گورجیف به موضوعات بسیار زیادی می‌پردازد. توضیحهای اصلی او پیرامون موضوعات زیر می‌گردد: آگاهی، زیرآگاهی، آگاهی عالیتر، وژدان (وجدان)، پشیمانی وژدان، کارکردهای تن فیزیکی، کالبدهای عالیتر، مراکز، خودآگاهی، دانش در برابر دریافت، جوهر در برابر شخصیت، قوانین عالم‌گیر، انیگرام، پرتو آفرینش، تاریخ مردمی (انسان)، زبان، هیپنوتیسم، رقص مقدس، موسیقی مقدس، ناتوانیهای طبیعی مردمی… برخی از این موضوعات در زیر اندکی پرورانده شده‌اند:

## مشاهدهٔ خود
یک جنبه کار، تلاش برای مشاهدهٔ خود هنگام نشان دادن رفتارها یا عادتهایی است که معمولاً آنها را تنها در دیگران مشاهده می‌کنیم و مشاهدهٔ آنها در خود با همان عدم دلبستگی که ممکن است هنگام مشاهدهٔ آنها در دیگران از خود نشان دهیم؛ مشاهدهٔ خود به عنوان ناآشنایی جالب. جنبهٔ دیگر تلاش برای یافتن توجه‌ای در خود است که بتواند میان اندیشه‌ها، احساس‌ها و حس‌های واقعی که دارند در لحظه روی می‌دهند تمایز بگذارد بی‌آنکه چیزی را که مشاهده می‌شود داوری یا تحلیل کنیم. (۲۷)

## نیاز به تلاش
گورجیف تأکید می‌کرد که بیداری در نتیجهٔ تلاشهای پیگیر و درازمدت به دست می‌آید. این تلاشها، تلاشهایی است که فرد پس از آنکه دیگر حسابی خسته است و احساس می‌کند که دیگر نمی‌تواند ادامه دهد، خود را وادار به پیش بردن آن می‌کند.

## من"های بسیار
بنا به باوری کهن که گورجیف از نو بازگو می‌کند: «آدم یک لشکر است.» من‌های بسیار اصطلاحی است که نمایانگر احساسها و اندیشه‌های «من» در مردم است: من می‌اندیشم، من می‌خواهم، من از همه بهتر می‌دانم، من ترجیح می‌دهم، من شادم، من گرسنه‌ام، من خسته‌ام و این و آن. این احساس‌ها و اندیشه‌های «من» معمولاً هیچ چیز مشترکی با هم ندارند و برای دوره‌های کوتاهی از زمان هستی دارند. این نبود یگانگی نتیجهٔ آن است که این لحظه یک چیز خواسته می‌شود و لحظهٔ بعد چیز دیگری که حتی شاید در تضاد با اولی باشد.

## واتنش (ریلکسیشن)
گورجیف می‌گفت که بدن هنگام کنش، بیش از اندازه پرتنش است و بنابراین انرژی زیادی از دست داده می‌شود. گورجیف روی راه و روشهایی برای به وجود آوردن واتنش در بدن و از تنش درآوردن عضلات کانونمند می‌شد.

## مراکز
گورجیف گیاهان را تک‌مرکزی، جانوران را دومرکزی و مردمان را سه مرکزی طبقه‌بندی می‌کرد. مراکز به دستگاه‌هایی درون موجود اشاره دارد که کارکردهای خاص ارگانیک را دیکته می‌کنند. در مردم (انسان) سه مرکز اصلی: مرکز اندیشه، مرکز عاطفی و مرکز فیزیکی و دو مرکز عالیتر: مرکز عاطفهٔ عالیتر و مرکز اندیشهٔ عالیتر وجود دارد.

## تن، جوهر و شخصیت
گورجیف مردم را به سه بخش خودمختار تقسیم می‌کرد، یعنی به تن، جوهر و شخصیت.
- تن، کارکردهای فیزیکی بدن است.
- جوهر، «بخش طبیعی شخص» یا «چیزی است که با آن به دنیا می‌آید»؛ این بخشی از وجود است که گفته می‌شود توانایی تکامل دارد.
- شخصیت، هر چیز ساختگی است که «فراگرفته» و «دیده» شده‌است.

## قوانین کیهانی
گورجیف روی دو قانون بنیادین کیهانی کانونمند شد، قانون سه و قانون هفت.
- قانون هفت را گورجیف «نخستین قانون بنیادین کیهانی» توصیف می‌کند. این قانون برای توضیح روندها به کار برده می‌شود. استفادهٔ بنیادین قانون هفت برای توضیح این است که چرا هیچ‌چیز در طبیعت و در زندگی پیوسته در خط صاف روی نمی‌دهد، یعنی همیشه فراز و نشیبهایی در زندگی وجود دارد که به شکلی قانونمند روی می‌دهند. نمونه‌های آن را می‌توان در ورزشها مشاهده کرد که ورزشکاران درجهٔ یک همیشه به شکلی دوره‌ای سقوطهایی دارند و همین‌طور در تمامی نمودارهایی که موضوعاتی را که در زمان روی می‌دهند به نمایش می‌گذارند، مانند نمودارهای اقتصادی، نمودارهای جمعیت، نمودارهای نرخ مرگ و این و آن. تمام آنها دوره‌های پارابولیکی (بشقابی شکلی) را نشان می‌دهند که مرتب فراز و نشیب دارند. گورجیف ادعا می‌کرد که چون این دوره‌ها به شکلی قانونمند بر پایهٔ قانون هفت روی می‌دهند این امکان وجود دارد که با دادن شوکهایی به آن در زمان درست روند را در خط مستقیم نگاه داشت. کی‌بورد پیانو نمونه‌ای از قانون هفت است چون هفت نت گام اصلی موبه‌مو با آن همخوانی دارد.
- قانون سه را گورجیف «دومین قانون بنیادین کیهانی» توصیف می‌کند. این قانون می‌گوید که هر پدیدهٔ کاملی از سه مایهٔ جداگانه ساخته می‌شود که فاعلانه، منفعل و آشتی‌دهنده یا خنثی هستند. این قانون در مورد همه چیز در عالم و دنیای مردمان و همین‌طور تمامی ساختارها و روندها کاربرد دارد. سه مرکز در مردم که گورجیف آنها را مرکز اندیشه، مرکز عاطفی و مرکز متحرک می‌نامید بیانگر قانون سه هستند. گورجیف به شاگردانش یاد می‌داد تا قانون سه نیرو را برای دگرگونی انرژی مردم (آدم) جوهری ببینند. روند دگرگونی نیازمند سه کنش تأیید، انکار و آشتی است.

گفته می‌شود چگونگی کارکرد قانون هفت و قانون سه با هم روی انیگرام راه چهارم نشان داده شده‌است، نمادی نه نقطه‌ای که گلیف کانونی یا الفبای تصویری سیستم گورجیف است.

## نمادگرایی ماه
مستند شده که گورجیف یاد می‌داد که مردمان مادهٔ خاصی را جذب کرده و به آن در خود مادیت می‌بخشند که پس از مرگ از بدن آنها آزاد می‌شود و به ماه انتقال می‌یابد. (۲۳) ساده‌ترین راه توضیح این نظریه مقایسهٔ آن با دیگر چرخه‌های زیست‌زمین‌شیمیایی مانند چرخهٔ کربن یا چرخهٔ نیتروژن است. در چرخهٔ نیتروژن، باکتریها نیتروژن را از خاک می‌گیرند و به جوّ انتقال می‌دهند. موازی با آن، در نظریهٔ ماه گورجیف، مردمان گونهٔ خاصی از ماده را جذب می‌کنند که از زمین به ماه انتقال می‌یابد. (۲۸)

### بهره‌وری نمادها
گورجیف در توضیحهای خود اغلب از نمادهای متفاوتی مانند انیگرام و پرتو آفرینش بهره می‌گرفت. گورجیف می‌گفت «انیگرام نمادی عالم‌گیر است. تمامی دانش را می‌توان در انیگرام گنجانید و با کمک انیگرام می‌توان آن را تعبیر کرد… ممکن است مردی تنها در بیابان باشد و با کشیدن انیگرام روی شن قوانین ابدی عالم را در آن بخواند؛ و هر بار می‌تواند چیز تازه‌ای از آن بیاموزد، چیزی را بهتر از پیش بفهمد.» (۲۹). پرتو آفرینش شکلی است که نمایانگر جایگاه زمین در عالم است. این شکل هشت سطح دارد که هر کدام با قوانین اکتاو گورجیف همخوانی دارد.
از راه پروراندن قانون اکتاوها و معنای انیگرام، گورجیف راه‌های دیگری را برای دریافتن دنیا در اختیار شاگردانشان می‌گذاشت که آنها می‌توانستند به کمک آنها جایگاه خود را هم در دنیا پیدا کنند.

### شرایط کار و رقصهای مقدس
برای فراهم آوردن شرایطی که در آن توجه بتواند با شدت بیشتری به کار گرفته شود، گورجیف رقصهای مقدس یا «حرکات» را هم به شاگردانش یاد می‌داد که به صورت گروهی اجرا می‌شد. او مجموعه‌ای موسیقی هم به جا گذاشته که از آنچه در سفرهایش به معابد دورافتاده و جاهای دیگر شنیده بود، الهام گرفته شده و با همکاری شاگردش توماس دو هارتمن برای پیانو نوشته شده‌است.
گورجیف روی این انگاره که جستجوگر باید خود جستجوی خود را رهبری کند تأکید می‌کرد. آموزگار نمی‌تواند کار شاگرد را برای شاگرد بکند، بلکه بیشتر راهنمایی در مسیر پیدا کردن خود است. در مقام آموزگار گورجیف در آفریدن شرایطی برای شاگردانش کارشناس بود که در آن رشد شدنی می‌گشت، و می‌شد پیشرفت کارایی با خواستن و اراده کردن در آن داشت. یافتن خود در مجموعه شرایطی که آموزگاری بااستعداد آرایش داده سود دیگری هم دارد. به گفتهٔ گورجیف: «باید دریابید که هر کسی خزانهٔ دانسته‌ای از نقشهایی دارد که در شرایط معمولی بازی می‌کند… اما او را در شرایطی بگذارید که تنها اندکی متفاوت است و می‌بینید که او نمی‌تواند نقش مناسبی بیابد و برای مدت کوتاهی خودش می‌شود.»

### نهاد تکامل هماهنگ مردم
پس از چهارسال فرار از انقلاب روسیه با دوجینی از پیروان و اعضای خانواده، گورجیف در فرانسه منزل می‌گزیند و نهاد تکامل هماهنگ مردم را در کاخ لو پریوره در فونتن‌بلو ـ آون در اکتبر (آبان) ۱۹۲۲ (۱۳۰۱) بنیاد می‌نهد. این نهاد مکتبی رازورمزگرا بود که بر اساس آموزهٔ راه چهارم گورجیف استوار گشته بود. به دنبال تصادف مرگبارش در ۱۹۲۴ (۱۳۰۲)، نهاد را بست و شروع به نوشتن همه و همه چیز کرد. گورجیف دیدارهای خود از آمریکا را و آموزش در آنجا را از ۱۹۳۰ (۱۳۰۹) از سر گرفت.
آسپنسکی روایت می‌کند که در آغاز کار با گورجیف در مسکو و سنت پترزبورگ گورجیف به شاگردانش اجازه نمی‌داد که چیزی در پیوند با گورجیف و انگاره‌هایش بنویسند یا چاپ کنند. گورجیف می‌گفت که شاگردانِ روشهای او، خود را در انتقال درست چیزهایی که در گروه‌ها گفته می‌شد ناتوان خواهند یافت. دیرتر گورجیف آسان‌گیری بیشتری از این لحاظ از خود نشان داد و پذیرفت که شاگردانش روایت‌های خود را از تجربه‌هایشان در کار گورجیف منتشر کنند.

### پس از گورجیف
پس از رخت بربستن گورجیف از این دنیا در ۱۳۲۸، گروه‌های گوناگونی در سراسر دنیا کوشیده‌اند تا کار را ادامه دهند. بنیاد گورجیف، بزرگ‌ترین سازمانی که به شکلی مستقیم از سوی گورجیف برایش بذرافشانی شده بود، به دست ژان دو سالزمن در اوایل سالهای ۱۳۳۰ سازمان یافت و با همکاری دیگر شاگردان مستقیم او رهبری می‌شد. (۳۱) بِنِت هم گروه‌هایی را رهبری می‌کرد و با مکتب‌های سوبود و صوفی تماس داشت تا کار را در جهت‌های متفاوتی گسترش دهد. موریس نیکول، روان‌شناسی یونگی هم گروه‌های خودش را بر پایهٔ انگاره‌های گورجیف و آسپنسکی می‌گرداند. نهاد فرانسه را سالها مادام دو سالزمن می‌گردانید که شاگرد مستقیم گورجیف بود. با رهبری او، انجمن‌های گورجیف لندن و نیویورک بنیاد نهاده شدند و گسترش یافتند.
گفت‌وشنودی در بارهٔ توانایی به‌کارگیری انگاره‌های گورجیف از راه گروه‌ها وجود دارد. برخی از منتقدان بر این باورند که هیچ‌کدام از شاگردان گورجیف نمی‌توانند خود را به سطح دریافت او برسانند. با این حال مدافعان زنده ماندنی بودن سیستم گورجیف و مطالعهٔ آن از راه گروه به پافشاری گورجیف روی آموزش رازآموختگان در تعبیر و پراکنده کردن انگاره‌هایی اشاره دارند که او به شکلی سربسته در قصه‌های بلزباب برای نوه‌اش بیان کرده‌است. این همراه با این واقعیت که گورجیف خود را کمابیش به شکلی جزمی به پای تمام کردن این متن (قصه‌های بلزباب) گذاشت می‌رساند که خود گورجیف این نیت را داشته که انگاره‌هایش پس از مرگش آموزش داده و پیاده شوند.
دیگر مدافعان خود را درگیر عوامل بیرونی نمی‌کنند، بلکه روی نتایج درونی که از راه تمرین پاکدالانهٔ سیستم گورجیف به دست می‌آید کانونمند می‌شوند.

### شاگردان گورجیف
شاگردان برجستهٔ گورجیف از جمله عبارتند از (۳۲):
ژان دوسالزمن که در ابتدا آموزگار رقص بود و از سوی بسیاری از دیگر شاگردان در مقام معاون گورجیف شناخته می‌شد. او مسؤل آموزش حرکات و آموزه‌های گورجیف در بنیاد گورجیف در نیویورک، نهاد گورجیف در پاریس و سایر گروه‌ها بود.
ویلهم نیلند پس از ژان دوسالزمن، نزدیک‌ترین شاگرد گورجیف بود؛ او از سوی گورجیف برای پیشبرد تکلیف فاش نشدهٔ ویژه‌ای در آمریکا گمارده شد. در حال حاضر گروه‌های آقای نیلند در تمرکزهای کوچکی در سراسر ایالات متحده به ویژه در دو محل یکی به نام "بارن (انبار)" در ناحیه‌ای روستایی نزدیک نیویورک و دیگری به نام "لند (زمین)" در شمال کالیفرنیا هستی دارند. چنین پنداشته می‌شود که این گروه‌ها در میان گروه‌های گورجیف یگانه‌اند از این لحاظ که تنها گروه‌هایی هستند که ملاقاتهای آغازین را ضبط کرده‌اند و کتابخانه‌ای رادیویی از بیش از هزاران ساعت سخنرانی دارند که از سوی شاگرد درجهٔ اول گورجیف ایراد شده‌است.
هنری جان سینکلر، دومین بارون پنتلند، در سالهای ۳۰ و ۴۰ میلادی شاگرد آسپنسکی بود. در ۱۹۴۸ (۱۳۲۷) به شکل فشرده‌ای با خود گورجیف به مطالعه پرداخت. از سوی گورجیف به عنوان نماینده‌اش برای انتشار قصه‌های بلزباب گمارده شد و سپس گورجیف او را به گرداندن کار در آمریکای شمالی گمارد. زمانی که بنیاد گورجیف در ۱۳۳۲ در نیویورک بنیاد نهاده شد، او رئیس این بنیاد شد و تا زمان مرگش در این مقام باقی‌ماند.
جین هیپ، ناشری آمریکایی بود که با گورجیف در سال ۱۹۲۴ (۱۳۰۳) که از نیویورک دیدار می‌کرد آشنا شد و یک گروه مطالعهٔ گورجیف در آپارتمانش در گریویچ ویلیج به راه انداخت. در ۱۳۰۴ به پاریس رفت تا در نهاد گورجیف به مطالعه پردازد و در ۱۳۱۴ به لندن رفت تا گروه مطالعهٔ تازه‌ای به راه اندازد.
پی.دی. آسپنسکی، فیلسوف رازورمزگرای روسی که در ۱۹۱۶ (۱۲۹۵) با گورجیف ملاقات کرد و چند سال بعد را به مطالعه با او گذراند، دیرتر گروه‌های خودمختار خود را به راه انداخت که روی راه چهارم کانونمند بود. نویسندهٔ در جستجوی معجزه‌آسا.
توماس دو هارتمن آهنگساز و شاگرد برجسته و همکار گورجیف؛ اول بار گورجیف را در ۱۹۱۶ (۱۲۹۵) در سنت پترزبورگ ملاقات کرد. از ۱۹۱۷ تا ۱۹۲۹ (۱۲۹۶ – ۱۳۰۷) شاگرد و رازدار گورجیف بود. در این مدت دوهارتمن بسیاری از قطعات موسیقی را که گورجیف گردآوری کرده و برای تمرینهای حرکاتش به کار می‌برد، در نهاد تکامل هماهنگ مردم گورجیف نزدیک پاریس، به روی کاغذ آورد و در نوشتن آنها همکاری داشت. اولگا دوهارتمن سالها منشی شخصی گورجیف بود. اولگا بسیاری از سخنرانیهای آغازین گورجیف را گردآوری کرد که در کتاب دیدگاه‌هایی از دنیای واقعی (۱۹۷۳) به چاپ رسید.
آلفرد ریچارد اوراژ، روشنفکری بریتانیایی که اکنون برای بنیان‌گذاری مجلهٔ عصر نو پرآوازه است. در ۱۹۱۴ (۱۲۹۳) اوراژ با آسپنسکی ملاقات می‌کند، وقتی آسپنسکی در ۱۹۲۱ (۱۳۰۰) به لندن نقل مکان می‌کند، اوراژ شروع به حاضر شدن در سخنرانیهای او در بارهٔ آموزهٔ "پاره‌پاره” می‌کند. در فوریه ۱۳۰۱ آسپنسکی اوراژ را با گورجیف آشنا می‌کند. اوراژ مجلهٔ عصر نو را می‌فروشد و به پاریس می‌رود تا در نهاد تکامل هماهنگ مردم مطالعه کند. در ۱۳۰۳ اوراژ از سوی گورجیف به دستیاری یکی از شاگردانش برای گرداندن گروه‌های مطالعه در امریکا گمارده می‌شود، اما به دلیل تصادف مرگبار گورجیف شاگرد دیگر به امریکا نمی‌رود و اوراژ خود رهبری گروه‌ها را به عهده می‌گیرد. (ر. ک زندگی واقعی است، تنها زمانی که "من هستم").
موریس نیکول در ۱۹۲۲ (۱۳۰۱) شاگرد گورجیف می‌شود. یک سال بعد وقتی گورجیف نهادش را می‌بندد، به گروه آسپنسکی می‌پیوندد. در ۱۳۱۰ بنا به اندرز آسپنسکی گروه‌های خودش را در انگلستان آغاز می‌کند. او شاید بیشتر از هر چیز برای نوشتن ۵–۶ جلد کتاب در بارهٔ آموزه‌های گورجیف و آسپنسکی به نام: شرحهای روان‌شناسانهٔ آموزهٔ گورجیف آسپنسکی نامدار است که در ۱۹۹۶ (۱۳۷۵) به چاپ رسید.
جان جی. بنت، تکنولوژیست، مدیر پژوهش صنعتی که بیش از هر چیز به خاطر کتابهایی که در بارهٔ روان‌شناسی و معنویت نوشته‌است، و به ویژه در بارهٔ آموزه‌های گورجیف که او را در ۱۹۲۱ (۱۳۰۰) در استانبول ملاقات کرد، پرآوازه است.